# Byrd Head
Das Byrd Head ist eine markante und felsige Landspitze an der Mawson-Küste des ostantarktischen Mac-Robertson-Lands. Sie liegt 1,5 km südöstlich des Colbeck-Archipels und unmittelbar westlich der Howard Bay.
Teilnehmer der British Australian and New Zealand Antarctic Research Expedition (1929–1931) unter der Leitung des australischen Polarforschers Douglas Mawson entdeckten diese Formation im Februar 1931. Mawson benannte die Landspitze nach dem US-amerikanischen Polarforscher Richard Evelyn Byrd (1888–1957).